# إف. دي. موريس
كان جون فريدريك دينيسون موريس (1805 - 1872)، المعروف باسم إف. دي. موريس، عالم لاهوت إنجليكاني، ومؤلف غزير الإنتاج، وأحد مؤسسي الاشتراكية المسيحية. اتسع نطاق الاهتمام بموريس منذ الحرب العالمية الثانية.

## سيرته المهنية وزيجاته
يمكن تقسيم مهنة موريس، إذا ما استُثنيت أول مهمة كهنوتية له في 1834 – 1836، بين سنواتٍ اتسمت بالنزاع في لندن (1836 - 1866) وسنواتٍ ملؤها الهدوء في كامبريدج (1866 - 1872).
عمل موريس في أول مهمة كهنوتية له قس رعية مساعد في بابنهال في وارويك شاير من 1834 حتى 1836. وخلال الفترة التي أمضاها في بابنهال، بدأ موريس الكتابة حول موضوع «الفلسفة الأخلاقية والميتافيزيقية». استمرت كتابته حول هذا الموضوع عن طريق «المراجعة والتطوير» بقية حياته حتى نشر الفلسفة الأخلاقية والميتافيزيقية، في مجلدين عام 1871 - 1872، عام وفاته. نُشرت أيضًا عام 1834، رواية موريس، يوستاس كونواي، التي بدأ كتابتها نحو عام 1830، وأشاد بها صمويل تايلر كوليردج.
عُين في عام 1836 قسيسًا لمستشفى غاي حيث أقام هناك و«ألقى محاضرات للطلاب حول الفلسفة الأخلاقية». استمر في منصبه هذا حتى عام 1860. بدأت حياة موريس العامة خلال السنوات التي أمضاها في هذه المستشفى.
وفي يونيو 1837، التقى موريس بآنا إليانور بارتون، ابنة الجنرال تشارلز بارتون. خُطبا وتزوجا في 7 أكتوبر 1837.
وفي عام 1838، نُشرت الطبعة الأولى من ملكوت المسيح. فكانت «أحد أهم أعماله». نُشرت طبعة ثانية موسعة عام 1842 وأخرى ثالثة عام 1883. بالنسبة لموريس، فإن علامات هذا الملكوت هي «الأسرار المقدسة للمعمودية والأفخارستيا، التي يجب أن تضاف إليها قوانين الإيمان والليتورجيا والأسقفية والكتب المقدسة - في الواقع، فإن جميع علامات الكاثوليكية متمثلة كما يتضح في كنيسة إنجلترا». قوبل الكتاب بالنقد عند نشره، نقدٌ «لم يفارق مسيرة موريس».

## لندن
عمل موريس محررًا للمجلة التربوية طوال فترة إصدارها 1839 - 1841. وقال إن «النظام المدرسي لا ينبغي أن ينتقل من الكنيسة إلى الدولة». اختير موريس أستاذًا للأدب والتاريخ الإنجليزي في كلية الملك في لندن عام 1840. وعندما أضافت الكلية قسمًا لاهوتيًا في عام 1846، أصبح أستاذًا فيه أيضًا. وفي نفس العام اختير موريس قسيسًا للنكولنز إن واستقال من منصبه الكنسي في مستشفى غاي.
وعُين موريس في عام 1845 أستاذًا لمحاضرات بويل بترشيحٍ من رئيس أساقفة يورك وأستاذًا لمحاضرات واربرتون بترشيح من رئيس أساقفة كانتربري. شغل هذين المنصبين حتى عام 1853.
توفيت زوجة موريس، آنا، في 25 مارس 1845، وتركت ولدين، كان أحدهما فريدريك موريس الذي كتب السيرة الذاتية لوالده.

### كلية الملكة
خلال السنوات التي أمضاها في لندن، شارك موريس في مبادرتين تربويتين دائمتين: تأسيس كلية الملكة في لندن عام 1848 وكلية الرجال العاملين عام 1854.
في عام 1847، شكل موريس و«معظم زملاءه الأساتذة» في كلية الملك هيئة معنية بالتعليم هدفها تثقيف المربيات. انتظمت هذه الهيئة ضمن مخطط لاستحداث كلية للنساء، مما أسفر عن تأسيس كلية الملكة. كان موريس أول رئيس لها. و«خولت الكلية بمنح شهادات التأهيل «للمربيات» و«بافتتاح فصول دراسية لكافة فروع تعليم الإناث»».
كانت ماتيلدا إيلين بيشوب من أوائل خريجي كلية الملكة اللاتي تأثرن بموريس، وأصبحت أول مديرة لكلية رويال هولواي.
وفي 4 يوليو 1849، تزوج موريس مجددًا، وهذه المرة بجورجينا هير نايلور.

### الإبعاد من كلية الملك
«فُصل موريس من منصبه بسبب قيادته في الحركة الاشتراكية المسيحية، وبسبب كتاباته في مقالات لاهوتية (1853) لما تتسم به من هرطقة مزعومة». وأثار عمله ملكوت المسيح انتقادات شديدة. استدعى نشر مقالات لاهوتية في عام 1853 أكثر من ذلك وأدى إلى فصله من كلية الملك. وبإيعاز من ريتشارد ويليام جيلف، مدير الكلية، طلب مجلس الكلية من موريس تقديم استقالته. رفض وطالب «بتبرئته أو فصله». ففُصل منها. ولدرء تأثير الخلاف على كلية الملكة، «قطع موريس صلته» بها.
حظي موريس بدعم كبير من العامة والأصدقاء. نظر إليه أصدقاؤه «باحترام كبير، كونه معلم روحي عظيم». كانوا مخلصين له وأرادوا حمايته من خصومه.

### كلية الرجال العاملين
على الرغم من قطع علاقاته مع كلية الملك وكلية الملكة، واصل موريس العمل من أجل تعليم العمال. وفي فبراير 1854، أعد خططًا لكلية الرجال العاملين. حصل موريس على دعم كافٍ للكلية من خلال إلقاء المحاضرات، حتى أنه بحلول 30 أكتوبر 1854، افتتحت الكلية أبوابها لأكثر من 130 طالبًا. «أصبح موريس مديرها، وكان له دور فاعل في كل من التدريس والإشراف خلال بقية حياته في لندن».
أسفرت تعاليم موريس التدريسية عن بعض «المحاولات الفاشلة للتعاون بين الرجال العاملين» وعن حركة الاشتراكية المسيحية الأكثر ديمومة وجمعية تعزيز مؤسسات الرجال العاملين.
وعلى الرغم من الجدل الحاصل، عُين موريس في يوليو 1860 لمنصب كنسي في كنيسة القديس بطرس، شارع فير، في مرليبون. شغل هذا المنصب حتى عام 1869.

### جامعة كامبريدج
«في 25 أكتوبر 1866، اختير موريس ليكون أستاذ الإفتاء وعلم اللاهوت الأخلاقي والفلسفة الأخلاقية بدرجة نايت بريدج في [جامعة] كامبريدج». كانت هذه الأستاذية «أرفع ترقية» حصل عليه موريس. كان من بين كتبه التي ذكرها في طلبه، مقالات لاهوتية وما هو الوحي؟ اللذان أثارا معارضة في أماكن أخرى. ولكن في كامبريدج، «انتُخب موريس بالإجماع تقريبًا» إلى الهيئة التدريسية. استُقبل موريس «بحفاوة بالغة» في كامبريدج، حيث «لم تكن هناك شكوك في عقيدته القويمة».
وخلال فترة التدريس في كامبريدج، واصل موريس عمله مديرًا لكلية الرجال العاملين، رغم أنه قلما ذهب إليها. وفي البداية، احتفظ بقسوسته في شارع فير بلندن، أمرٌ استلزم رحلة أسبوعية بالسكك الحديدية إلى لندن لأداء الطقوس الدينية والعظات. وعندما تبين أن هذا الأمر شاق للغاية، بناءً على مشورة طبية، استقال موريس من العناية الرعوية في أكتوبر 1869. وفي عام 1870، بقبول عرضٍ من كنيسة سانت إدوارد في كامبريدج، أُتيحت له «فرصة وعظ جمعٍ ذكي» دون واجبات رعوية كثيفة، وإن كان دون أجر.
وفي يوليو 1871، وافق موريس على مهام كامبريدج للوعظ في وايت هول. «كان رجلًا يستمع إليه الرجال الآخرون، بغض النظر عن مدى اختلافهم عنه».

### مفوض ملكي
على الرغم من تراجع حالته الصحية، وافق موريس في عام 1870 على العمل في اللجنة الملكية المعنية بقانون الأمراض المعدية لعام 1871، وسافر إلى لندن لحضور الاجتماعات. «تألفت اللجنة من 23 رجلًا، من بينهم عشرة برلمانيين (من كلا المجلسين)، وبعض رجال الدين، وبعض العلماء البارزين (مثل تي. إتش. هكسلي)».
أعد فرانسيس كلوز، عميد كاتدرائية كارلايل، دراسة عن أعمال اللجنة الملكية. وكانت المسألة تتمحور حول ما إذا كان ينبغي إلغاء القوانين السابقة التي تشرع وتضبط البغاء من أجل القوات المسلحة. واقتبس كلوز كلمةً لأحد أعضاء اللجنة أمام مجلس العموم امتدح فيها موريس ووصفه بأنه «مفوض ملكي نموذجي». أنهى كلوز دراسته بالكلمات التالية: «ظل البروفيسور موريس يعارض القوانين معارضة حازمة بضمير حي حتى النهاية».